# Jan Koller
Jan Koller (Lhota, República Checa, 30 de marzo de 1973) es un exfutbolista checo que jugaba como delantero. Se retiró del fútbol en activo en 2010 a raíz de problemas cardíacos. Es el máximo goleador histórico de la selección de la República Checa y de la ex Checoslovaquia, con 55 goles en 91 encuentros disputados desde que debutó con su selección en 1999. La bestia, como también es conocido debido a su gran tamaño (2,02 m) anunció su retiro del fútbol internacional después de jugar la Eurocopa 2008 con su selección.

## Trayectoria

### Carrera temprana
Koller comenzó su formación futbolística como portero pero se convirtió en delantero cuando comenzó su carrera profesional con el club checo Sparta Praga. Debutó con el Sparta en la primavera de 1995 en un partido contra el Benešov entrando como suplente a falta de 20 minutos para el final del partido. En 1996, Koller llamó la atención del fútbol belga y fichó por Lokeren por una tarifa equivalente a 102.000 euros.

### Anderlecht
Tras un exitoso paso de tres años, en los que consiguió acabar como máximo goleador de la Primera División belga en su última temporada en el Lokeren, Koller fichó por el Anderlecht. Rápidamente construyó una sociedad exitosa con el delantero canadiense Tomasz Radzinski sobresaliendo en su temporada de debut y ganándole la Bota de Oro belga en 2000. Al final de la temporada, fue comprado por el Borussia Dortmund de Alemania después de rechazar al Fulham inglés.

### Borussia Dortmund
Mientras Koller estaba en Dortmund, el club ganó la Bundesliga 2001-02 gracias en parte a los 11 goles de Koller en la liga. Además del título de la Bundesliga, su mayor éxito en el Dortmund fue ayudarlos a llegar a la final de la Copa de la UEFA de 2002, donde su gol no pudo evitar que perdieran 3-2 ante el Feyenoord.
Su entrenamiento como portero tuvo algún uso en la temporada 2002-03. En un partido de la Bundesliga contra el Bayern de Múnich, el portero del Dortmund, Jens Lehmann, fue expulsado en el segundo tiempo por segunda tarjeta amarilla, y el Dortmund ya había utilizado sus tres sustituciones. Koller, que ya había abierto el marcador en el minuto 8, pasó de delantero a portero en el minuto 67 del partido. Evitó más goles durante el resto del partido, a pesar de que el Dortmund se había reducido a nueve jugadores debido a la expulsión anterior de Torsten Frings. Koller fue nombrado por la revista especializada "Kicker" como el mejor portero de la semana de la Bundesliga por su actuación.

### Mónaco y Núremberg
En un movimiento sorprendente, Koller firmó con el AS Monaco de Francia en 2006, pero una campaña decepcionante de dos temporadas, a pesar de un récord de puntuación decente, lo obligó a regresar a Alemania para jugar con el Nürnberg. Desafortunadamente para Koller, que no era el único checo en el equipo, ya que estaba asociado con Tomáš Galásek y Jaromír Blazek, el club con sede en Nürnberg tuvo un mal desempeño durante toda la temporada y descendió a la 2. Bundesliga al final de la temporada 2007-08.

### Carrera posterior
El 23 de junio de 2008, Koller fue traspasado al Krylia Sovetov Samara de Rusia en un acuerdo por valor de 1 millón de euros. El 5 de diciembre de 2009, Koller regresó a Francia, uniéndose al AS Cannes con un contrato hasta junio de 2011. Koller anunció su retiro del fútbol en agosto de 2011 después de una serie de lesiones.

## Selección nacional
Ha sido internacional con la selección de fútbol de la República Checa en 91 partidos marcando 55 goles.
Koller debutó con la República Checa en un amistoso a domicilio ante Bélgica en el Estadio Rey Balduino de Bruselas el 9 de febrero de 1999, y marcó el único gol del partido en el minuto 73. Marcó seis goles en seis partidos en la fase de clasificación para la Eurocopa 2000 cuando los checos encabezaron su grupo; esto incluyó dos en una victoria por 4-0 en Lituania. En las finales de Bélgica y Holanda, comenzó cada partido cuando su equipo salía en la fase de grupos. En la clasificación para la Copa Mundial de la FIFA 2002, Koller solo anotó dos goles en ocho partidos, ambos en la victoria por 4-0 sobre Islandia en Teplice.
Su mejor actuación en un gran torneo fue en la Eurocopa 2004, cuando su equipo alcanzó las semifinales y marcó dos goles, formando una asociación fundamental con su compañero delantero Milan Baroš. Se convirtió en el máximo goleador de todos los tiempos para la República Checa el 8 de junio de 2005, luego de un partido contra Macedonia en el que anotó cuatro goles en solo 11 minutos de una victoria por 6-1, llevando su total internacional a 39. En la Copa del Mundo de 2006, Koller anotó el primer gol de la victoria por 3-0 contra Estados Unidos en su primer partido, pero luego sufrió una lesión leve en el muslo; la República Checa perdió sus dos siguientes partidos sin él y fue eliminada.
En su tercer mes con el Núremberg, Koller anunció que se retiraría de la selección checa después de la Eurocopa 2008. Terminó su carrera internacional con 55 goles, incluido un gol de cabeza crucial en el decisivo partido del Grupo A de la Eurocopa 2008 contra Turquía; Sin embargo, su gol no fue suficiente ya que los checos concedieron tres goles en los últimos 15 minutos, perdieron el partido por 3-2 y no pudieron avanzar a la fase eliminatoria, lo que llevó a Koller a anunciar su retiro de la selección nacional.
En julio de 2009, anunció que se reincorporaría a la selección nacional debido a los malos resultados en la clasificación para la Copa del Mundo de 2010. Jugó en el partido contra Eslovaquia, pero el 6 de septiembre de 2009, anunció nuevamente su retiro del fútbol internacional.

### Participaciones en Eurocopas
| Eurocopa      | Sede                   | Resultado    | Pj | Goles |
| ------------- | ---------------------- | ------------ | -- | ----- |
| Eurocopa 2000 | Bélgica y Países Bajos | Primera fase | 3  | 0     |
| Eurocopa 2004 | Portugal               | Tercer lugar | 4  | 2     |
| Eurocopa 2008 | Austria y Suiza        | Primera fase | 3  | 1     |

### Participaciones en Copas del Mundo
| Mundial                        | Sede     | Resultado    | Partidos | Goles | Prom. |
| ------------------------------ | -------- | ------------ | -------- | ----- | ----- |
| Copa Mundial de Fútbol de 2006 | Alemania | Primera fase | 1        | 1     | 1.00  |

## Estadísticas

### Clubes
| Club | Temporada     | Liga  | Liga  | Copas (1) | Copas (1) | Internacional (2) | Internacional (2) | Total (3) | Total (3) | Promedio |
| Club | Temporada     | Part. | Goles | Part.     | Goles     | Part.             | Goles             | Part.     | Goles     | Promedio |
| --- | ------------- | ----- | ----- | --------- | --------- | ----------------- | ----------------- | --------- | --------- | -------- |
| Sparta Praga · República Checa |               |       |       |           |           |                   |                   |           |           |          |
| 1994-95 | 6             | 1     | -     | -         | -         | -                 | 6                 | 1         | 0.17      |          |
| 1995-96 | 23            | 4     | -     | -         | 7         | 1                 | 30                | 5         | 0.17      |          |
| Total club | 29            | 5     | 0     | 0         | 7         | 1                 | 36                | 6         | 0.17      |          |
| Lokeren · Bélgica |               |       |       |           |           |                   |                   |           |           |          |
| 1996-97 | 31            | 8     | -     | -         | -         | -                 | 31                | 8         | 0.26      |          |
| 1997-98 | 33            | 11    | -     | -         | -         | -                 | 33                | 11        | 0.33      |          |
| 1998-99 | 33            | 24    | 5     | 3         | -         | -                 | 38                | 27        | 0.71      |          |
| Total club | 97            | 43    | 5     | 3         | 0         | 0                 | 102               | 46        | 0.45      |          |
| Anderlecht · Bélgica |               |       |       |           |           |                   |                   |           |           |          |
| 1999-00 | 33            | 20    | 12    | 10        | 4         | 3                 | 49                | 33        | 0.67      |          |
| 2000-01 | 32            | 22    | 5     | 2         | 16        | 7                 | 53                | 31        | 0.58      |          |
| Total club | 65            | 42    | 17    | 12        | 20        | 10                | 102               | 64        | 0.63      |          |
| Borussia Dortmund · Alemania |               |       |       |           |           |                   |                   |           |           |          |
| 2001-02 | 33            | 11    | 2     | 0         | 14        | 6                 | 49                | 17        | 0.35      |          |
| 2002-03 | 34            | 13    | 2     | 1         | 12        | 8                 | 48                | 22        | 0.46      |          |
| 2003-04 | 32            | 16    | 5     | 3         | 5         | 0                 | 42                | 19        | 0.45      |          |
| 2004-05 | 30            | 15    | 3     | 1         | -         | -                 | 33                | 16        | 0.48      |          |
| 2005-06 | 9             | 4     | 1     | 1         | 2         | 0                 | 12                | 5         | 0.41      |          |
| Total club | 138           | 59    | 13    | 6         | 33        | 14                | 184               | 79        | 0.43      |          |
| AS Mónaco Francia |               |       |       |           |           |                   |                   |           |           |          |
| 2006-07 | 32            | 8     | 3     | 0         | -         | -                 | 35                | 8         | 0.23      |          |
| 2007-08 | 18            | 4     | 1     | 0         | -         | -                 | 19                | 4         | 0.21      |          |
| Total club | 50            | 12    | 4     | 0         | 0         | 0                 | 54                | 12        | 0.22      |          |
| 1. FC Nürnberg · Alemania |               |       |       |           |           |                   |                   |           |           |          |
| 2007-08 | 14            | 2     | -     | -         | 2         | 0                 | 16                | 2         | 0.13      |          |
| Total club | 14            | 2     | 0     | 0         | 2         | 0                 | 16                | 2         | 0.13      |          |
| Krylya Sovetov Samara · Rusia |               |       |       |           |           |                   |                   |           |           |          |
| 2008 | 18            | 7     | -     | -         | -         | -                 | 18                | 7         | 0.39      |          |
| 2009 | 28            | 9     | -     | -         | -         | -                 | 28                | 9         | 0.32      |          |
| Total club | 46            | 16    | 0     | 0         | 0         | 0                 | 46                | 16        | 0.35      |          |
| AS Cannes Francia |               |       |       |           |           |                   |                   |           |           |          |
| 2009-10 | 15            | 4     | -     | -         | -         | -                 | 15                | 4         | 0.27      |          |
| 2010-11 | 29            | 16    | 3     | 0         | -         | -                 | 32                | 16        | 0.50      |          |
| Total club | 44            | 20    | 3     | 0         | 0         | 0                 | 47                | 20        | 0.43      |          |
| Total carrera | Total carrera | 483   | 199   | 42        | 21        | 62                | 25                | 587       | 245       | 0.42     |
| (1) Incluye datos de la Copa de Bélgica, Copa de Alemania y Copa de Francia. (2) Incluye datos de la Liga de Campeones de la UEFA, Copa UEFA. (3) No incluye goles en partidos amistosos. |               |       |       |           |           |                   |                   |           |           |          |

## Palmarés

### Campeonatos nacionales
| Título                      | Club              | País            | Año  |
| --------------------------- | ----------------- | --------------- | ---- |
| Gambrinus liga              | Sparta Praga      | República Checa | 1995 |
| Gambrinus liga              | Sparta Praga      | República Checa | 1996 |
| Primera División de Bélgica | Anderlecht        | Bélgica         | 2000 |
| Supercopa de Bélgica        | Anderlecht        | Bélgica         | 2000 |
| Copa de Bélgica             | Anderlecht        | Bélgica         | 2001 |
| Bundesliga                  | Borussia Dortmund | Alemania        | 2002 |